# Djoumoi Moussa
Djoumoi Moussa (Mamoudzou, 16 luglio 1999) è un calciatore francese naturalizzato comoriano, attaccante del Terre Sainte e della nazionale comoriana.

## Carriera

### Nazionale
Debutta con la nazionale comoriana il 24 giugno 2021 occasione dell'incontro di qualificazione per la Coppa araba FIFA 2021 perso 5-1 contro la Palestina; pochi mesi più tardi viene incluso nella lista finale dei convocati per la Coppa delle nazioni africane 2021.

## Statistiche
Statistiche aggiornate al 10 gennaio 2022.

### Presenze e reti nei club
| Stagione        | Squadra         | Campionato      | Campionato | Campionato | Coppe nazionali | Coppe nazionali | Coppe nazionali | Coppe continentali | Coppe continentali | Coppe continentali | Altre coppe | Altre coppe | Altre coppe | Totale | Totale | Totale |
| Stagione        | Squadra         | Comp            | Pres       | Reti       | Comp            | Pres            | Reti            | Comp               | Pres               | Reti               | Comp        | Pres        | Reti        | Pres   | Reti   |        |
| --------------- | --------------- | --------------- | ---------- | ---------- | --------------- | --------------- | --------------- | ------------------ | ------------------ | ------------------ | ----------- | ----------- | ----------- | ------ | ------ | ------ |
| 2017-2018       | Saint-Priest    | N2              | 3          | 0          | CF              | 0               | 0               |                    | -                  | -                  |             | -           | -           | 3      | 0      |        |
| 2018-2019       | Angers          | N3              | 12         | 1          |                 | -               | -               |                    | -                  | -                  |             | -           | -           | 12     | 1      |        |
| 2019-2020       | Saint-Priest    | N2              | 17         | 2          | CF              | 0               | 0               |                    | -                  | -                  |             | -           | -           | 17     | 2      |        |
| 2020-2021       | Saint-Priest    | N2              | 7          | 2          | CF              | 2               | 0               |                    | -                  | -                  |             | -           | -           | 9      | 2      |        |
| 2021-2022       | Saint-Priest    | N2              | 10         | 4          | CF              | 0               | 0               |                    | -                  | -                  |             | -           | -           | 10     | 4      |        |
| Totale carriera | Totale carriera | Totale carriera | 49         | 9          |                 | 2               | 0               |                    | -                  | -                  |             | -           | -           | 51     | 9      |        |

### Cronologia presenze e reti in nazionale
| Cronologia completa delle presenze e delle reti in nazionale ― Comore | Cronologia completa delle presenze e delle reti in nazionale ― Comore | Cronologia completa delle presenze e delle reti in nazionale ― Comore | Cronologia completa delle presenze e delle reti in nazionale ― Comore | Cronologia completa delle presenze e delle reti in nazionale ― Comore | Cronologia completa delle presenze e delle reti in nazionale ― Comore | Cronologia completa delle presenze e delle reti in nazionale ― Comore | Cronologia completa delle presenze e delle reti in nazionale ― Comore |
| Data                                                                  | Città                                                                 | In casa                                                               | Risultato                                                             | Ospiti                                                                | Competizione                                                          | Reti                                                                  | Note                                                                  |
| --------------------------------------------------------------------- | --------------------------------------------------------------------- | --------------------------------------------------------------------- | --------------------------------------------------------------------- | --------------------------------------------------------------------- | --------------------------------------------------------------------- | --------------------------------------------------------------------- | --------------------------------------------------------------------- |
| 24-6-2021                                                             | Doha                                                                  | Palestina                                                             | 5 – 1                                                                 | Comore                                                                | Qual. Coppa araba FIFA 2021                                           | 1                                                                     | 23’ 86’                                                               |
| 1-9-2021                                                              | Iconi                                                                 | Comore                                                                | 7 – 1                                                                 | Seychelles                                                            | Amichevole                                                            | -                                                                     | 46’                                                                   |
| 31-12-2021                                                            | Gedda                                                                 | Malawi                                                                | 2 – 1                                                                 | Comore                                                                | Amichevole                                                            | -                                                                     | 56’                                                                   |
| 10-1-2022                                                             | Yaoundé                                                               | Comore                                                                | 0 – 1                                                                 | Gabon                                                                 | Coppa d'Africa 2021 - 1º turno                                        | -                                                                     | 67’                                                                   |
| 14-1-2022                                                             | Yaoundé                                                               | Marocco                                                               | 2 – 0                                                                 | Comore                                                                | Coppa d'Africa 2021 - 1º turno                                        | -                                                                     | 89’                                                                   |
| 24-1-2022                                                             | Yaoundé                                                               | Camerun                                                               | 2 – 1                                                                 | Comore                                                                | Coppa d'Africa 2021 - Ottavi di finale                                | -                                                                     | 88’                                                                   |
| Totale                                                                |                                                                       | Presenze                                                              | 6                                                                     |                                                                       | Reti                                                                  | 1                                                                     |                                                                       |